# ホセ・ペルラサ
ホセ・ルイス・ペルラサ・ナパ（スペイン語: José Luis Perlaza Napa、1981年10月6日 - ）は、エクアドルの元サッカー選手。元エクアドル代表。現役時代のポジションはDF。

## 経歴

### クラブ
15歳の時にスポルト・エストゥディアンテスに加入。その後、シンコ・デ・アゴストが彼を買い取り、レンタル先で選手デビュー。2000年にCDオルメドで成功するとオルメドに完全移籍。レギュラーとしてリーグ200試合以上に出場した。
2009年4月にメジャーリーグサッカーのトロントFCのトライアルに参加。しかし同クラブへの移籍はならず国内のバルセロナSCに移籍した。

### 代表
2004年3月10日のメキシコ代表との親善試合で代表初出場。2006 FIFAワールドカップのメンバーに選ばれたが出場機会は無かった。
LDUキトと行われた非公式試合では得点を記録した。

## 代表歴

### 出場大会
- エクアドル代表
  - 2006 FIFAワールドカップ

### 試合数
- 国際Aマッチ 4試合 0得点（2004年-2006年）[3]

| エクアドル代表 | 国際Aマッチ | 国際Aマッチ |
| 年             | 出場        | 得点        |
| -------------- | ----------- | ----------- |
| 2004           | 1           | 0           |
| 2005           | 0           | 0           |
| 2006           | 3           | 0           |
| 通算           | 4           | 0           |